# نیکتوسور
نیکتوسور (نام علمی: Nyctosaurus) نام یک سرده از راسته پتروسور است.